# Lycée mixte de Joensuu

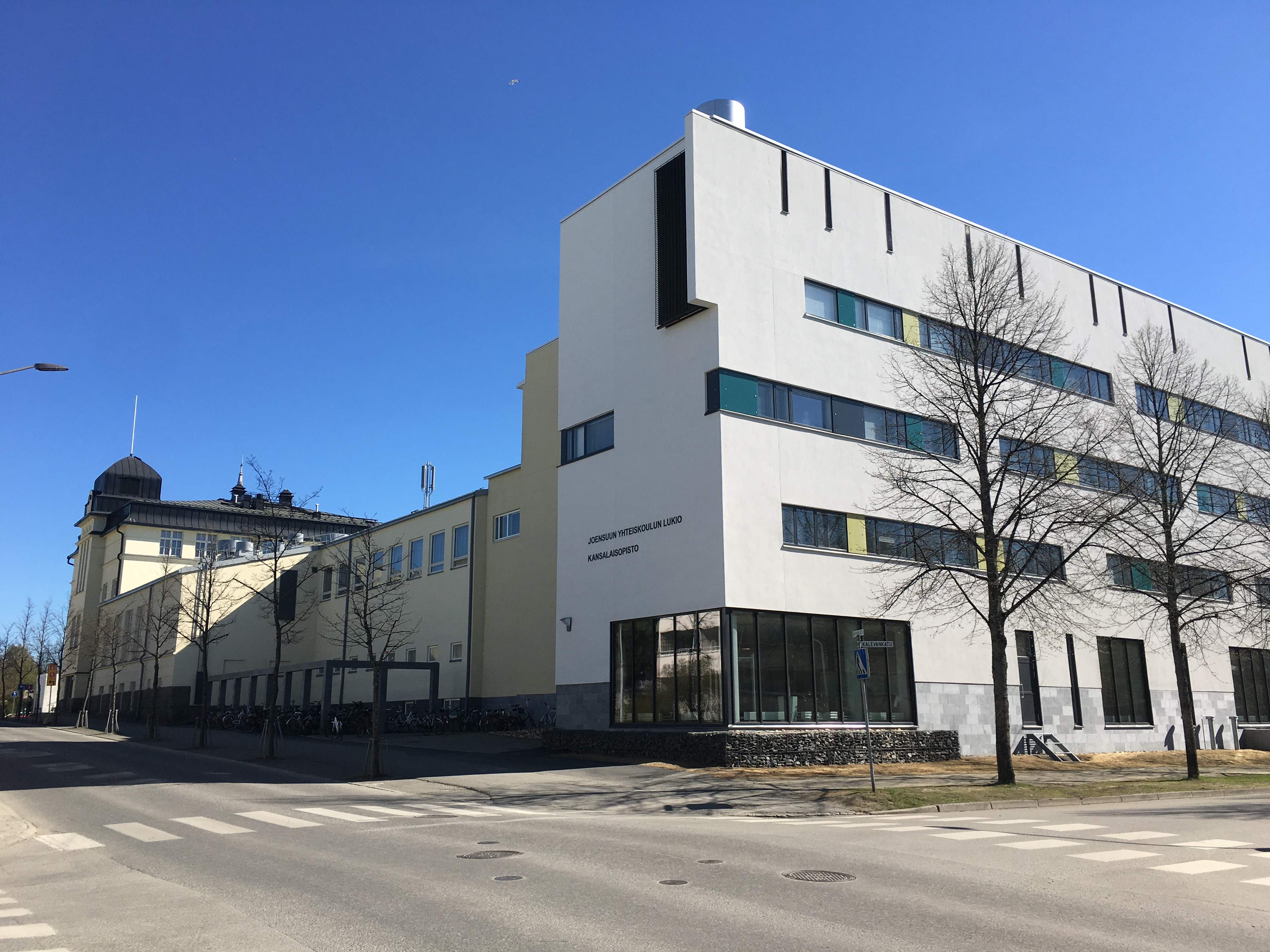
L'aile sur Papinkatu

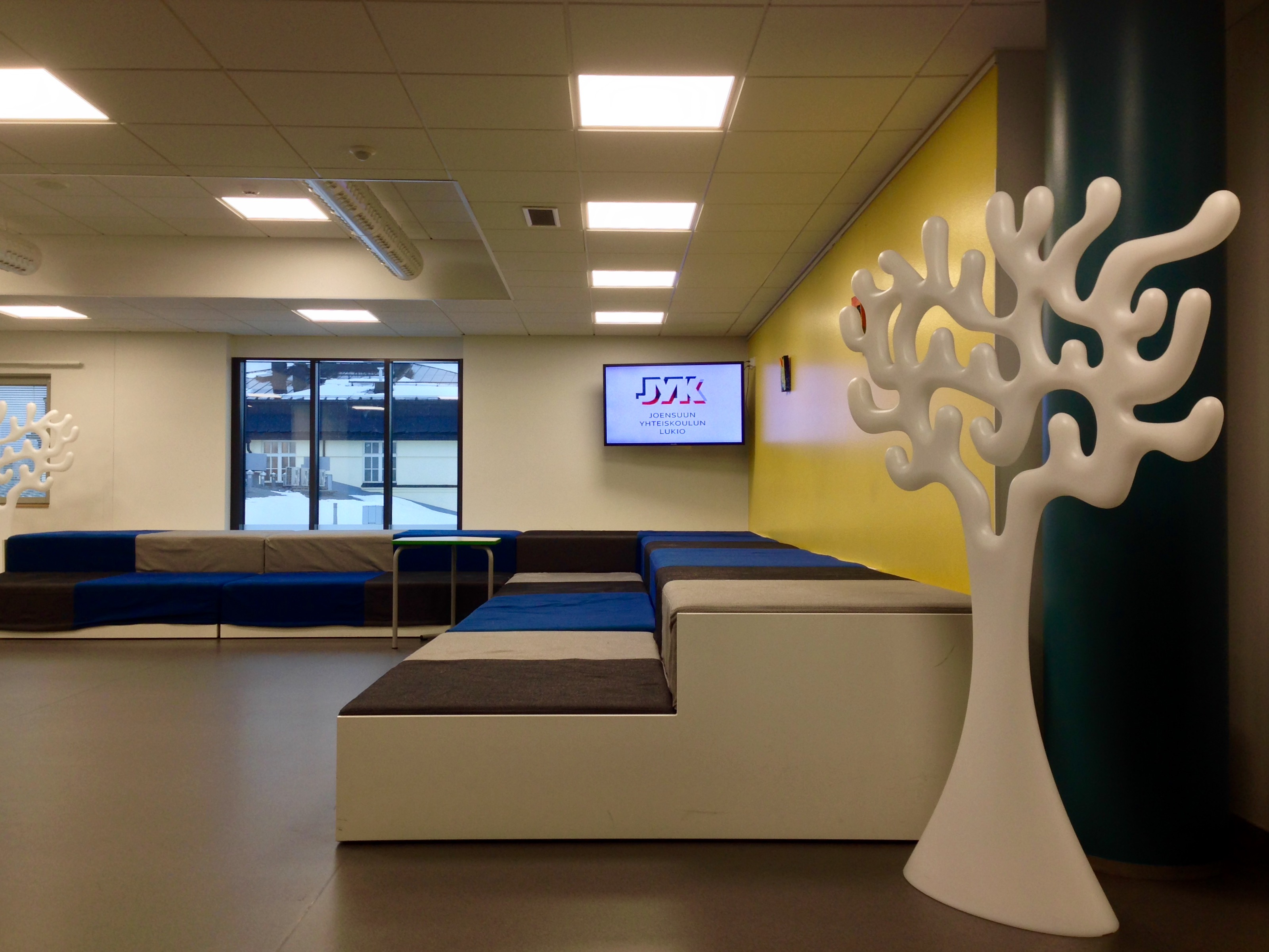
Nouvelle aile du bâtiment

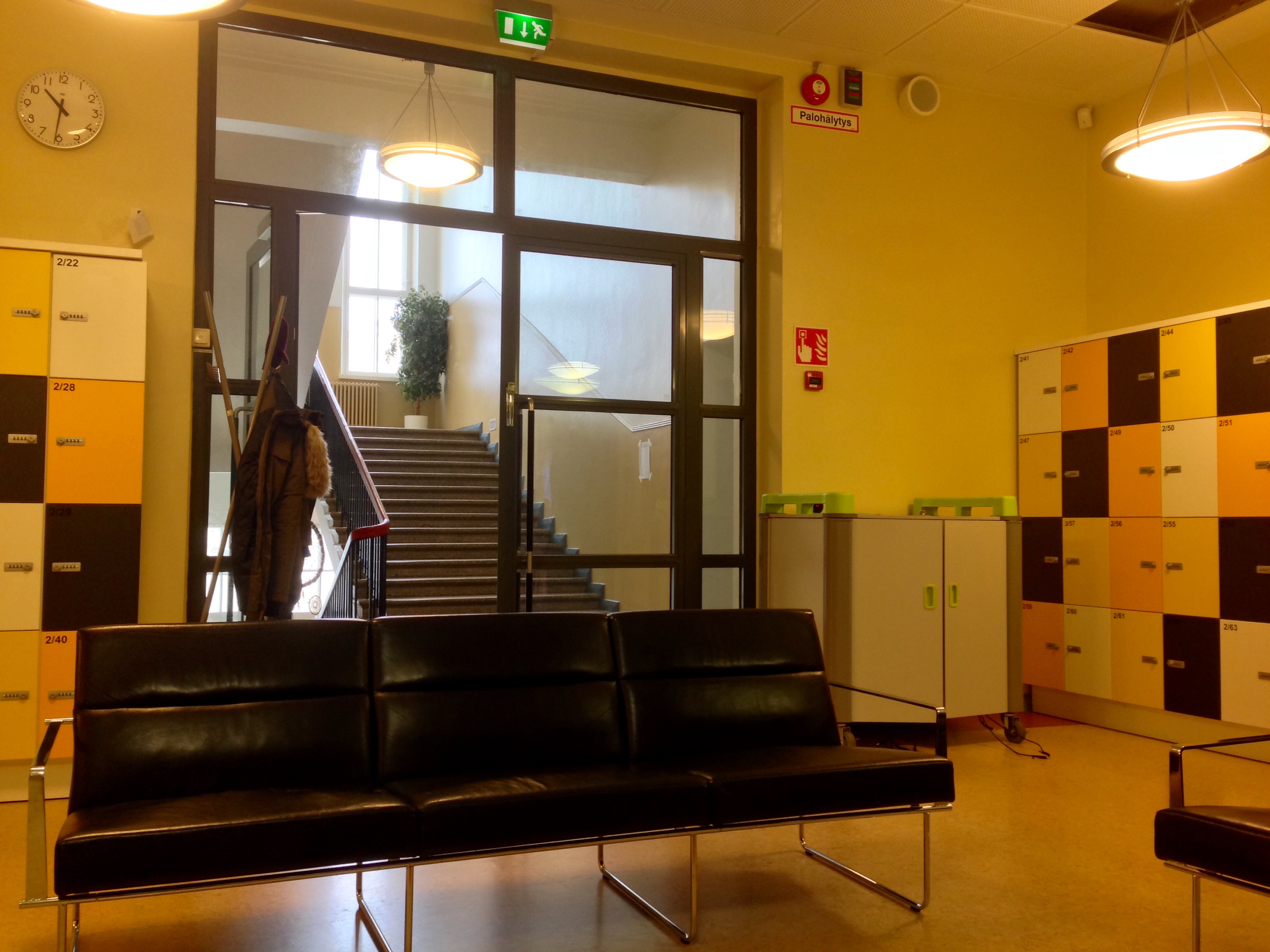
Nouvelle aile du bâtiment

Le lycée mixte de Joensuu (finnois : Joensuun yhteiskoulun lukio) est un lycée ouvert en 1907 dans le centre de Joensuu en Finlande,.
De 1988 à 2013, il a fonctionné dans le quartier de Rantakylä (fi).

## Présentation
Le 14 septembre 1906, une réunion se tient à la mairie de Joensuu pour fonder un lycée mixte privé en ville. 
Le lycée mixte de Joensuu ouvre à l'automne 1907 dans la maison du fabricant de saucisses D. Piispanen au coin de Suvanto et Koulukatu, puis dans la maison du canal sur le site de la mairie actuelle.
En 1912, la construction du bâtiment de l'école conçu Wivi Lönn au coin de Koulukatu et Papinkatu s'achève.  
Le lycée y fonctionnera jusqu'en 1988, lorsque l'école a déménagé à Rantakylä sur Pataluodonkatu. 
Le lycée est revenu à son ancien emplacement au centre-ville à l'automne 2013.
En 2013, le conseil municipal de Joensuu décide de fusionner le lycée de Niinivaara et le lycée mixte, et en 2014-2015, un nouveau bâtiment est construit pour le nouvel ensemble lycée dans le prolongement de l'ancien bâtiment conçu par Wivi Lönn. 
Le nouveau bâtiment est conçu par Pasi Siistonen. 
Le lycée propose trois filières: une filière générale, une filière musicale et une filière de sportive.
L'école accueille environ 650 élèves et est la deuxième en importance dans l'est de la Finlande.
Le lycée pour adultes de la région de Joensuu fonctionne dans le même bâtiment.
Le lycée mixte de Joensuu et le lycée pour adultes s'installeront dans le parc scientifique en janvier 2021.

## Anciens élèves
- Ismo Alanko, musicien
- Ilkka Alanko, musicien
- Petri Alanko, flûtiste
- Eero Broman, PDG
- Harri Broman, PDG
- Bengt Broms, professeur
- Jorma Gröhn, sauteur
- Paula-Irmeli Halonen, patineuse
- Henri Häkkinen, tireur
- Aune Jääskinen, historienne de l'art
- Markus Kajo, éditeur, écrivain
- Jukka Keskisalo, juoksija
- Tapani Kinnunen, écrivain
- Markus Kokkonen, chanteur
- Jyrki Laakkonen, éditeur
- Maija Lasaroff
- Arttu Käyhkö, joueur de hockey
- Auli Leskinen, éditeur
- Reetta Meriläinen, rédactrice en chef
- Ainomaija Pennanen, journaliste
- Hannu Puhakka, sauteur
- Armi Ratia, fondatrice de Marimekko
- Olli Rauste, juriste
- Sami Repo, skieur
- Lari Lehtonen, skieur
- Anna-Maija Raittila, écrivain
- Paavo Salmensuu, météorologue
- Veijo Saloheimo, professeur
- Jari Sinkkonen, psychiatre
- Hanna Suutela, professeur
- Jussi Särkkä, fagotisti
- Säde Tahvanainen, homme politique
- Olavi Turtiainen, pharmacien
- Perttu Vartiainen, recteur
- Irma Vienola-Lindfors, danseuse
- Marita Viitasalo, pianiste
- Jouko Virkkunen, professeur
- Kari-Pekka Väisänen, rédacteur en chef